# Tony Britton
Pour les articles homonymes, voir Britton.
Tony Britton, nom de scène d'Anthony Edward Lowry Britton, est un acteur britannique né le 9 juin 1924 à Birmingham (Royaume-Uni) et mort le 22 décembre 2019.

## Biographie
Tony Britton est né dans une pièce au-dessus du pub le Trocadéro sur Temple Street à Birmingham dans le Warwickshire. Il est le fils de Doris Marguerite (née Jones) et Edward Leslie Britton. Il a étudié à l'Edgbaston Collegiate School de Birmingham et à la Thornbury Grammar School dans le Gloucestershire. Pendant la Seconde Guerre mondiale, il a servi dans l'armée. Il a également travaillé pour des agents immobiliers et dans une usine d'aéronefs. Il a rejoint un groupe de théâtre amateur à Weston-super-Mare avant de devenir professionnel, apparaissant sur scène au Théâtre Old Vic et avec la Royal Shakespeare Company.
Il est apparu dans de nombreux films britanniques à partir des années 1950, notamment Opération Amsterdam (1959), Un dimanche comme les autres (1971) et Chacal (1973). Britton a remporté le Broadcasting Press Guild Award du meilleur acteur en 1975 pour The Nearly Man.
De 1983 à 1990, il a joué avec Nigel Havers et Dinah Sheridan dans la sitcom de la BBC Don't Wait Up, qui est devenu un moment fort de sa carrière. Ses autres apparitions dans des sitcoms incluent ...And Mother Makes Five, Father, Dear Father et Robin's Nest.
En septembre 2013, Sir Jonathan Miller a dirigé un spectacle de gala de William Shakespeare du Roi Lear à l'Old Vic à Londres. Tony Britton a joué le comte de Gloucester. 
Tony Britton est mort le 22 décembre 2019.

### Famille
Tony Britton et sa première épouse Ruth (née Hawkins) ont eu deux enfants, la scénariste Cherry Britton et la présentatrice de télévision Fern Britton. Cherry était mariée au présentateur de télévision pour enfants Brian Cant. Fern est mariée au chef cuisinier Phil Vickery. La deuxième épouse de Britton était la sculptrice et membre de la résistance danoise en temps de guerre Eva Castle Tony Britton (née Skytte Birkfeldt). Ils ont eu un fils, l'acteur Jasper Britton.

## Filmographie
- 1952 : Salute the Toff : Draycott
- 1955 : Romeo and Juliet (TV) : Romeo
- 1955 : The Romantic Young Lady (TV) : The Apparition (The Author)
- 1956 : Loser Takes All : Tony
- 1956 : The Other Man (série télévisée) : David Henderson
- 1957 : The Birthday Present : Simon Scott
- 1958 : Behind the Mask : Philip Selwood
- 1959 : The Heart of a Man : Tony
- 1959 : Les Seins de glace (The Rough and the Smooth) : Mike Thompson
- 1959 : Opération Amsterdam : Major Dillon
- 1960 : Suspect : Dr Robert Marriott
- 1960 : Sidste vinter, Den : Stephen Burton
- 1961 : The Horsemasters (TV) : Maj. George Brooke
- 1961 : The Private Lives of Edward Whiteley (TV) : Edward Whiteley
- 1962 : Stork Talk : Dr Paul Vernon
- 1962 : The Six Proud Walkers (série télévisée) : Détective Inspecteur Roger Stanton
- 1963 : L'Évasion (The Break) : Greg Parker
- 1964 : L'Épouvantail (The Scarecrow of Romney Marsh) (TV) : Simon Bates
- 1964 : Melissa (série télévisée) : Guy Foster
- 1968 : Le Saint (série télévisée) : Les Mercenaires (saison 6 épisode 6) : Jonathan Roper
- 1969 : A Serpent in Putney (TV) : George
- 1970 : Une fille dans ma soupe (There's a Girl in My Soup) : Andrew
- 1971 : Mr. Forbush and the Penguins (en) de Roy Boulting, Arne Sucksdorff et Alfred Viola : George Dewport
- 1971 : Un Dimanche comme les autres : George Harding
- 1973 : Chacal (The Day of the Jackal) : Insp. Thomas
- 1973 : Terreur dans la nuit (Night Watch) : Tony
- 1974 : And Mother Makes Five (série télévisée) : Joss Spencer
- 1974 : The Nearly Man (série télévisée) : Christopher Collinson
- 1977 : Robin's Nest (série télévisée) : James Nicholls
- 1977 : Le Continent oublié (The People That Time Forgot) : Capitaine Lawton
- 1979 : Agatha : William Collins
- 1984 : Strangers and Brothers (TV) : Lord Boscastle
- 1989 : Countdown to War (TV) : Sir Nevile Henderson
- 1992 : Don't Tell Father (série télévisée) : Vivian Bancroft
- 2001 : The Way We Live Now (feuilleton TV) : Lord Alfred Grendall